# Réserve naturelle du lac Bogakine
Cette page contient des caractères d'alphasyllabaires indiens. En cas de problème, consultez Aide:Unicode.
La réserve naturelle du Lac Bogakine (en Bengali : বগাকাইন লেক বন্যপ্রানী সংরক্ষণ অভয়ারন্য) est une réserve naturelle situé au Bangladesh.